# Eppenhain
Eppenhain is een plaats in de Duitse gemeente Kelkheim, deelstaat Hessen, en telt 1155 inwoners.

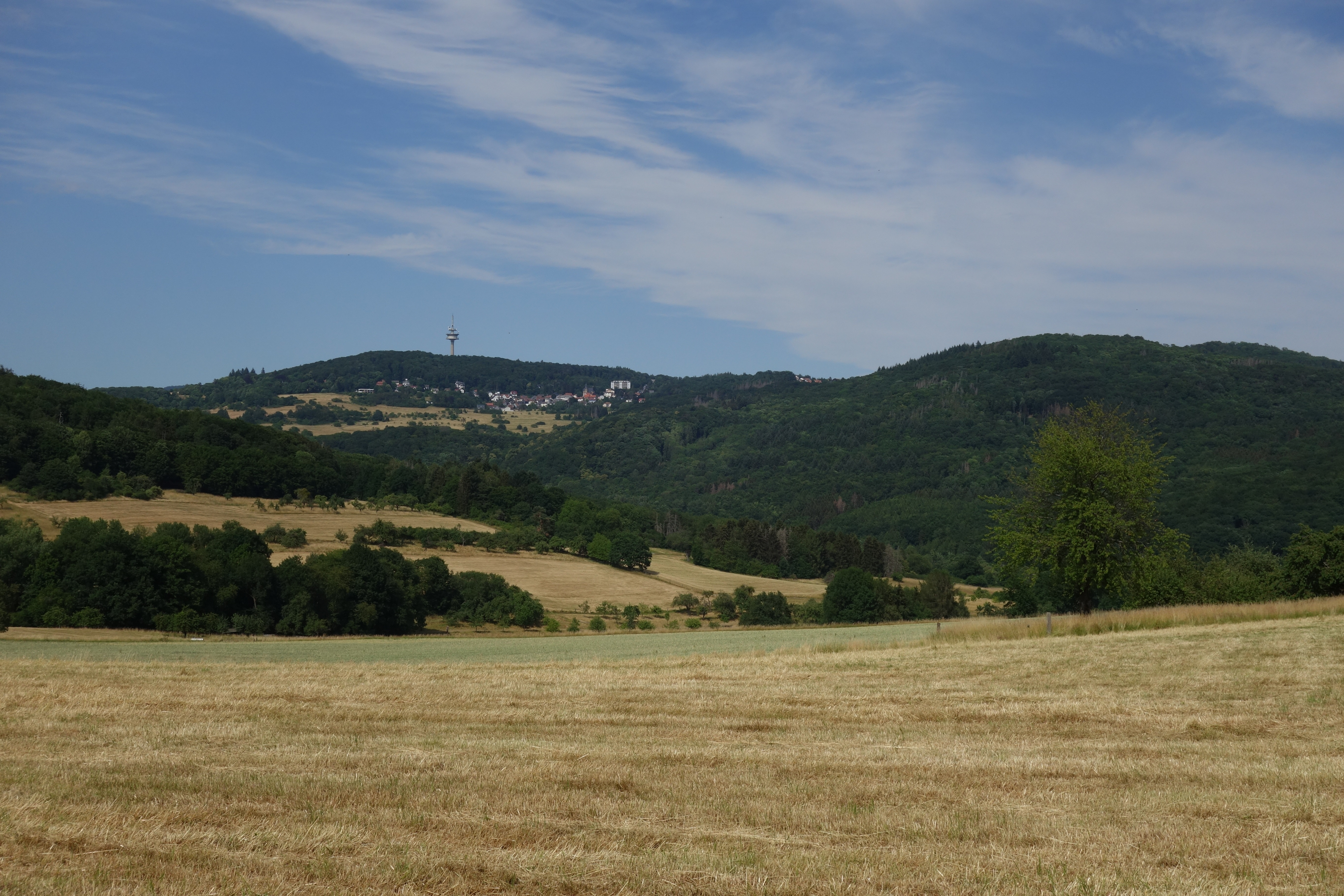
Eppenhain en de Atzelberg, naast de Rossert-zijkam Hainkopf (rechts; uit het zuidwesten)
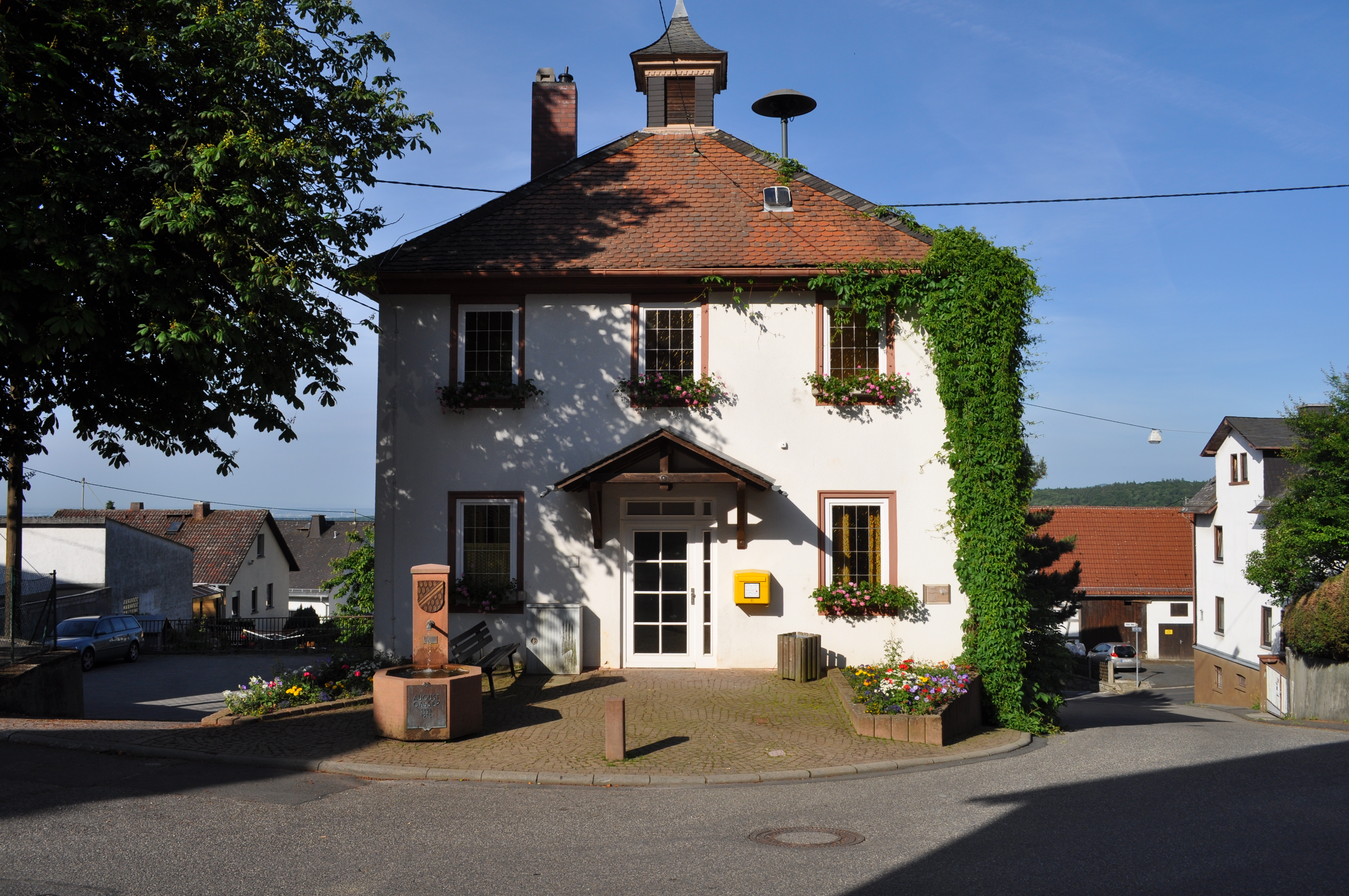
Raadhuis
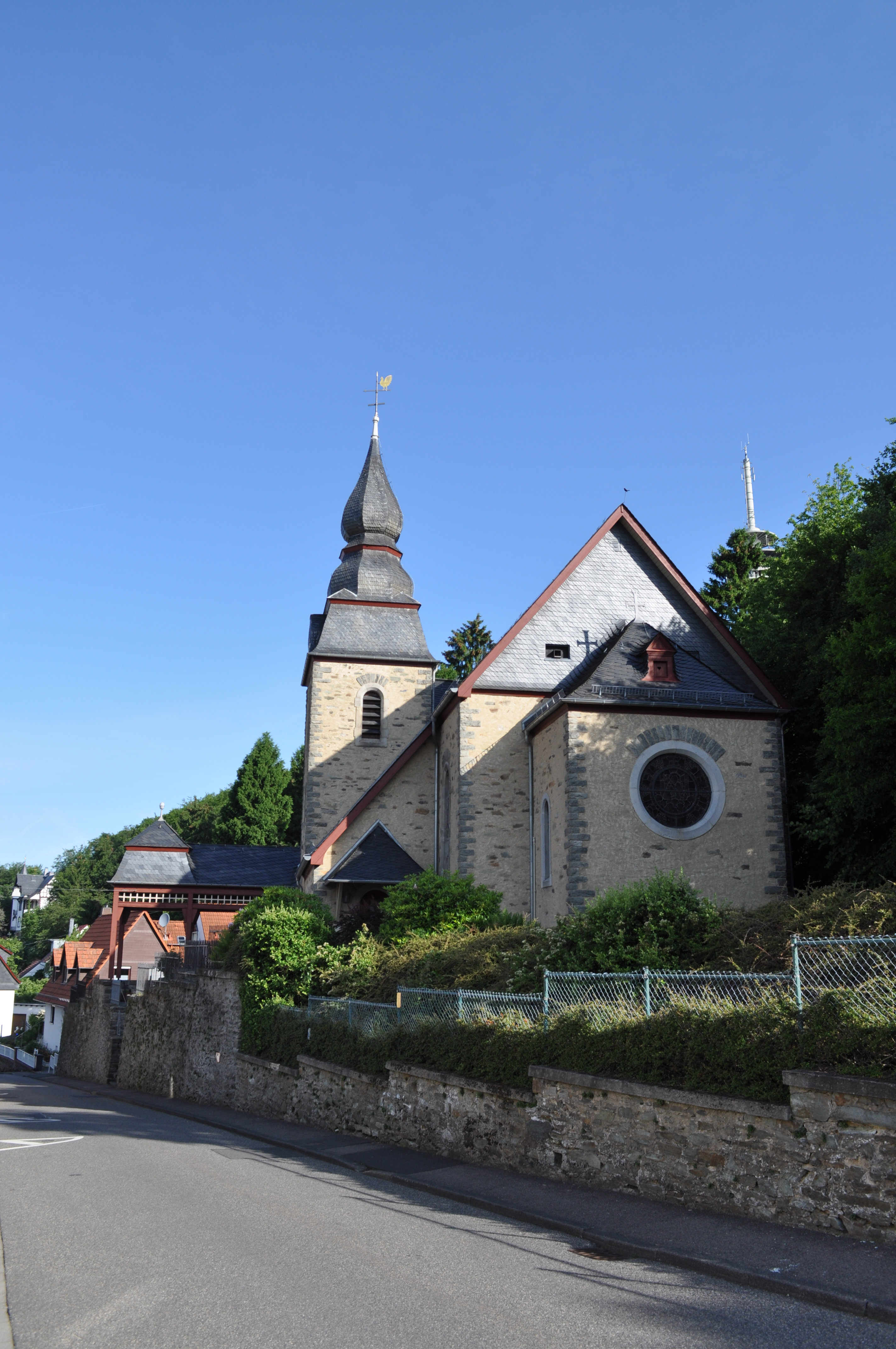
Kerk in Eppenhain